# Podgorenskij
Podgorenskij (in russo Подгоренский?) è un insediamento di tipo urbano della Russia europea, situato nell'Oblast' di Voronež.